# لويس إف. موير
لويس إف. موير (بالإنجليزية: Lewis F. Muir)‏ هو ملحن وعازف بيانو أمريكي، ولد في 1884، وتوفي في 3 ديسمبر 1915.

## وصلات خارجية
- لويس إف. موير على موقع IMDb (الإنجليزية)
- لويس إف. موير على موقع ميوزك برينز (الإنجليزية)
- لويس إف. موير على موقع قاعدة بيانات برودواي على الإنترنت (الإنجليزية)